# Valeriu Buzea
Valeriu Buzea (n. 3 noiembrie 1949, București) este un politician român, deputat în Parlamentului României, membru în Partidul România Mare. În legislatura 2000-2004, Valeriu Buzea a fost membru în grupurile parlamentare de prietenie cu Republica Algeriană Democratică și Populară iar în legislatura 2004-2008, el a fost membru în grupurile parlamentare de prietenie cu Regatul Bahrein, Republica Finlanda și Republica Coreea. 